# Oxalis violacella
Oxalis violacella är en harsyreväxtart som beskrevs av A.P. Khokhrjakov. Oxalis violacella ingår i släktet oxalisar, och familjen harsyreväxter. Inga underarter finns listade i Catalogue of Life.